# Пройссен (футбольный клуб, Мюнстер)
«Пройссен Мюнстер» (нем. SC Preußen 06 e. V. Münster, где нем. Preußen — Пруссия) — немецкий футбольный клуб из города Мюнстер, в настоящий момент выступающий во Второй лиге. Клуб был основан 30 апреля 1906 года, домашние матчи проводит на арене «Пройссен», вмещающей 15 050 зрителей. За свою историю «Пройссен» провёл один сезон в первой Бундеслиге (1963/64).
Заняв в 2011 году первое место в Региональной лиге «Запад», клуб поднялся в Третью лигу.

## История
Клуб был основан в 1906 г. учениками реального училища Йохана Конрада Шлауна и получил название Preussen (Пруссия). Название клуба ярко показывает, что члены клуба хотели продемонстрировать свои патриотические сентименты. 24 июня 1907 года Пройссен Мюнстер сыграл свой первый официальный матч против Оснабрюка и выиграл его со счётом 5:0. В 1921 году команда принимает своё текущее наименование, и достигает второго дивизиона в 1928 году.
В 1933 году «Пройссен» играет в Гаулиге Вестфален, одной из шестнадцати высших лиг страны, организованной нацистским руководством. «Пройссен» в целом демонстрировал весьма средние результаты, дважды вылетая из лиги за время её существования. Футбольный клуб Пройссен Мюнстер был в числе клубов-основателей немецкой Бундеслиги в 1963 году. Однако, в первом же сезоне Бундеслиги занял предпоследнее 15-е место и покинул её. После вылета из Бундеслиги «Пройссен Мюнстер» играл в 1960-х и 1970-х годах в качестве команды Западной региональной лиги и Второй Бундеслиги (Север). В сезоне 1981/82 они перешли в любительскую Оберлигу Вестфалия, и, за исключением коротких выступлений во Второй Бундеслиге в сезонах 1990 и 1991 годов, клуб с тех пор играл в региональной лиге Запад/Запад(юг) (1993–2000) и Северная региональная лига (2000–2006). В этот период они выиграли чемпионат Германии среди любителей в 1994 году, победив Кикерс Оффенбах со счетом 1:0. В 2006 году клуб однажды перешел в Оберлигу Вестфалия, тогда ещё четвёртый уровень системы футбольных лиг Германии. Впоследствии руководство потратило много денег на постройку высококлассной команды опытных игроков, стремясь к продвижению по системе футбольных лиг Германии. Попытка провалилась, и клубу пришлось покупать молодых игроков вместо дорогих ветеранов и сменил тренера на тогда ещё неизвестного и молодого Рогера Шмидта. Обновленная команда заняла первое место в сезоне 2007/2008 и таким образом попала в Западную региональную лигу. «Пройссен» закончил Региональную лигу на 4 и 6-м месте в сезонах 2008/09 и 2009/10. Наконец, «Орлы» стали чемпионами Региональной лиги «Запад/Юго-Запад» в сезоне 2010/11 и перешли в Третью лигу.

## Достижения
- Вице-чемпион Германии (1951)
- Чемпион Вестфалии (1914, 1921, 1988, 1989, 1992, 1993, 2008)
- Квалификация в созданную Бундеслигу (1963)
- Чемпион Германии среди любителей (1994)
- Обладатель Кубка Вестфалии (1997, 2008, 2009, 2010)
- Чемпион Региональной лиги «Запад»: 2011

## Форма

### Домашняя
| 2022/23 | 2023/24 | 2024/25 |

### Гостевая
| 2022/23 | 2023/24 |

### Резервная
| 2022/23 | 2023/24 | 2024/25 |

Источник: